# Архиепархия Нью-Йорка

Герб архиепархии Нью-Йорка

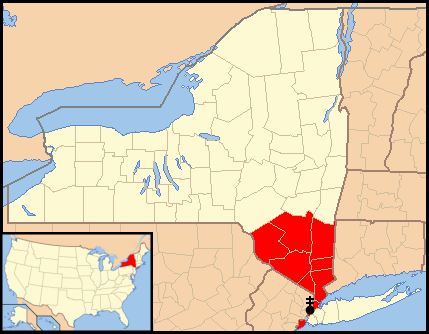
Расположение архиепархии Нью-Йорка

Архиепархия Нью-Йорка (лат. Archidioecesis Neo-Eboracensis) — архиепархия Римско-Католической церкви с центром в городе Нью-Йорк, США. В митрополию Нью-Йорка входят епархии Буффало, Бруклина, Огденсберга, Олбани, Рочестера, Роквилл-Сентера, Сиракьюса. Кафедральным собором архиепархии Нью-Йорка является Собор Святого Патрика.

## История
8 апреля 1808 года Римский папа Пий VII издал бреве «Ex debito», которым учредил епархию Нью-Йорка, выделив её из епархии Балтимора. В первое время юрисдикция епархии Нью-Йорка распространялась на весь штат Нью-Йорк и часть штата Нью-Джерси.
23 апреля 1847 года епархия Нью-Йорка передала часть своей территории новым епархии Олбани и епархии Буффало.
19 июля 1850 года епархия Нью-Йорка была возведена в ранг митрополии.
29 июля 1853 года архиепархия Нью-Йорка передала часть своей территории новым епархии Бруклина и епархии Ньюарка. 21 марта 1929 года Багамские острова, принадлежавшие архиепархии Нью-Йорка, отошли новой Апостольской префектуре Багамских островов (сегодня — Архиепархия Нассау).
С 1935 года в юрисдикции архиепархии состоит Русская католическая община св. Архангела Михаила (Нью-Йорк) на Манхеттене.

## Ординарии архиепархии
- епископ Ричард Люк Конканен[англ.], O.P. (08.04.1808 — 19.06.1810)
- епископ Джон Коннолли[англ.], O.P. (04.10.1814 — 06.02.1825)
- епископ Джон Дюбуа[англ.] (23.05.1826 — 20.12.1842)
- архиепископ Джон Джозеф Хьюз[англ.] (20.12.1842 — 03.01.1864)
- кардинал Джон Макклоски (06.05.1864 — 10.10.1885) — кардинал с 1875
- архиепископ Майкл Огастин Корриган[англ.] (10.10.1885 — 05.05.1902)
- кардинал Джон Мёрфи Фарли (15.09.1902 — 17.09.1918) — кардинал с 1911
- кардинал Патрик Джозеф Хейс (10.03.1919 — 04.09.1938) — кардинал с 1924
- кардинал Фрэнсис Джозеф Спеллман (15.04.1939 — 02.12.1967) — кардинал с 1946
- кардинал Теренс Джеймс Кук (02.03.1968 — 06.10.1983) — кардинал с 1969
- кардинал Джон Джозеф О’Коннор (26.01.1984 — 03.05.2000) — кардинал с 1985
- кардинал Эдуард Майкл Иган (11.05.2000 — 23.02.2009) — кардинал с 2001
- кардинал Тимоти Майкл Долан (с 23.02.2009) — кардинал с 2012